# Newcastle International Hockey Centre
 (avril 2025).
Si vous disposez d'ouvrages ou d'articles de référence ou si vous connaissez des sites web de qualité traitant du thème abordé ici, merci de compléter l'article en donnant les références utiles à sa vérifiabilité et en les liant à la section « Notes et références ».
Le Newcastle International Hockey Centre est un stade de hockey sur gazon basé à Newcastle, en Australie.

## Facilités
Les deux emplacements principaux sont séparés par le bâtiment principal.

## Compétitions internationales
- 6 matchs de la Ligue professionnelle féminine de hockey sur gazon 2022-2023 (2 contre l' Allemagne, 2 contre la  Chine et 2 matchs  Allemagne -  Chine)